# Góry Koriackie
Góry Koriackie, Wyżyna Koriacka (ros. Корякское нагорье) - góry w azjatyckiej części Rosji; w Kraju Kamczackim i Czukockim Okręgu Autonomicznym.
Rozciągają się wzdłuż wybrzeża Morza Beringa od północnej części półwyspu Kamczatka do Niziny Anadyrskiej; długość około 880 km, szerokość do 270 km; średnia wysokość w granicach 1000 - 1500 m n.p.m.; najwyższy szczyt Góra Lodowa (2562 m n.p.m.). Powstały podczas orogenezy alpejskiej; zbudowane z trzeciorzędowych piaskowców i iłowców gruboziarnistych oraz law i tufów. Składają się z wielu krótkich pasm (m.in. Góry Penżyńskie, Rarytkin, Góry Olutorskie, Ukwuszwujnen), masywów i płaskowyżów porozdzielanych dolinami rzek (Wielika, Chatyrka, Penżyna) i zapadliskami (Parapolski Doł); rzeźba urozmaicona; ślady niedawnego wulkanizmu;  lodowce górskie o łącznej powierzchni 185 km²; szczyty skaliste; do wysokości 400 m n.p.m. roślinność krzewiasta i lasotundra; wyżej tundra górska i rumowiska skalne.
Eksploatacja złóż węgla kamiennego, siarki i złota.